# Época (astronomía)
En astronomía, época, o también época de las coordenadas, es una fecha precisa a la cual hacen referencia las coordenadas celestes calculadas para las estrellas. Teniendo como origen que algunos de los movimientos de la Tierra son perceptibles, tales como el "giro" nombre de precesión y nutación, es de comprender que las coordenadas de las estrellas cambian, aunque muy imperceptiblemente, cada año. Por esta razón resulta oportuno hacer referencia a un preciso instante de tiempo para su cálculo.
Es útil para las coordenadas celestes o elementos orbitales de un cuerpo celeste , ya que están sujetos a perturbaciones y varían con el tiempo. Estas cantidades astronómicas variables en el tiempo pueden incluir, por ejemplo, la longitud media o anomalía media de un cuerpo, el nodo de su órbita en relación con un plano de referencia, la dirección del apogeo o afelio.de su órbita, o el tamaño del eje mayor de su órbita.
El uso principal de las cantidades astronómicas especificadas de esta manera es calcular otros parámetros relevantes de movimiento, con el fin de predecir posiciones y velocidades futuras. Las herramientas aplicadas de las disciplinas de la mecánica celeste o su subcampo de la mecánica orbital (para predecir trayectorias orbitales y posiciones de cuerpos en movimiento bajo los efectos gravitacionales de otros cuerpos) se pueden utilizar para generar una efemérides , una tabla de valores que da las posiciones y velocidades. de objetos astronómicos en el cielo en un momento o momentos determinados.
Las cantidades astronómicas se pueden especificar de varias formas, por ejemplo, como una función polinomial del intervalo de tiempo, con una época como punto de origen temporal (esta es una forma corriente común de usar una época). Alternativamente, la cantidad astronómica variable en el tiempo se puede expresar como una constante, igual a la medida que tenía en la época, dejando que su variación en el tiempo se especifique de alguna otra manera, por ejemplo, mediante una tabla, como era común durante los siglos XVII y XVIII.
La palabra época se usó a menudo de una manera diferente en la literatura astronómica más antigua, por ejemplo, durante el siglo XVIII, en relación con las tablas astronómicas. En ese momento, era costumbre denotar como "épocas", no la fecha y hora estándar de origen para cantidades astronómicas variables en el tiempo, sino más bien los valores en esa fecha y hora de esas mismas cantidades variables en el tiempo.  De acuerdo con ese uso histórico alternativo, una expresión como 'corregir las épocas' se referiría al ajuste, generalmente en una pequeña cantidad, de los valores de las cantidades astronómicas tabuladas aplicables a una fecha y hora estándar fija de referencia (y no, como podría esperarse del uso actual, a un cambio de una fecha y hora de referencia a una fecha y hora diferentes).

## Uso
La época de las coordenadas más en uso en los actuales atlas celestes y en las Efemérides es el de J2000.0, que se fija como referencia en el 1 de enero de 2000 a las 12:00 TT. El prefijo "J" viene a indicar que es Época juliana. El estándar anterior fue B1950.0, con el prefijo "B" indicando que era Época besseliana.
Las épocas besselianas fueron empleadas antes de 1984 y en la actualidad se emplean en los cálculos astronómicos solo épocas julianas.
- El Catálogo Henry Draper emplea B1900.0
- Los contornos o fronteras de las constelaciones se definieron en 1930 mediante líneas de ascensión recta y declinación para la época B1875.0.

### Formatos empleados
Las épocas que hacen referencia a los elementos orbitales se dan por norma general en Tiempo terrestre (TT) y se describe diferentes formatos:
- Fechas en Gregoriano con representación en 24-horas time: 2000 Jan. 1, 12:00 TT
- Fechas en formato gregoriano con una parte fraccionaria del día: 2000 Jan. 1.5 TT
- Día juliano con día representado de forma fraccionaria: JDT 2451545.0
- Empleando los elementos orbitales definidos por el formato de la NASA/NORAD como por ejemplo: 00001.50000000.

## Época versus equinoccio
Los datos astronómicos a menudo se especifican no solo en su relación con una época o fecha de referencia, sino también en sus relaciones con otras condiciones de referencia, como los sistemas de coordenadas especificados por "equinoccio", o "equinoccio y ecuador", o "equinoccio y eclíptica". cuando sean necesarios para especificar completamente los datos astronómicos del tipo considerado.